# Lancia Stratos HF

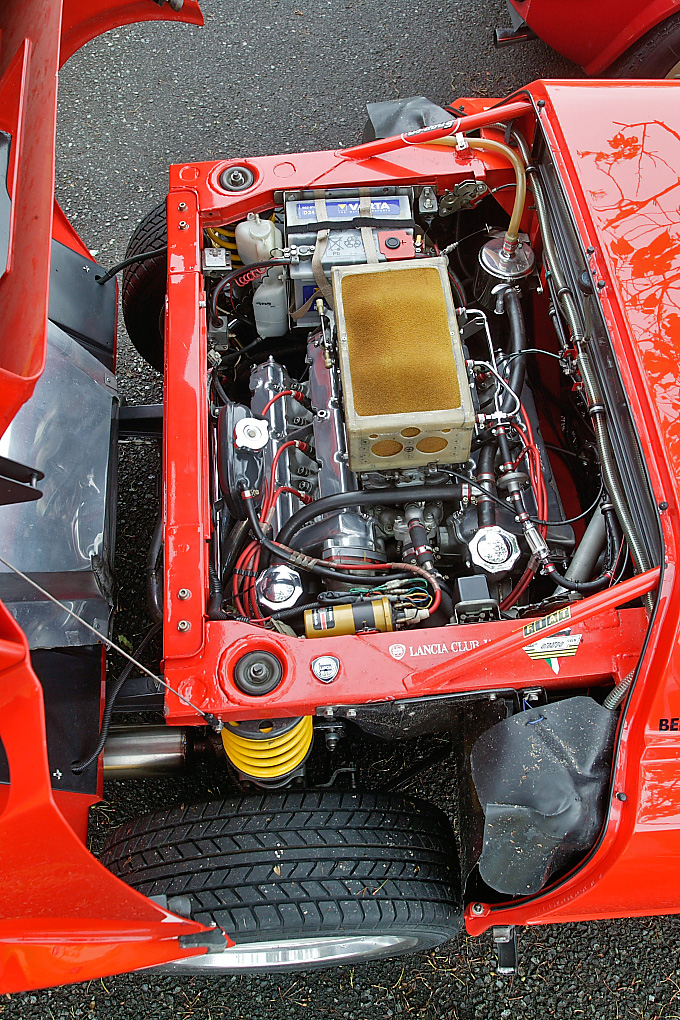
Motor des Lancia Stratos HF

Der Lancia Stratos HF ist ein Automobil des italienischen Herstellers Lancia. Er war das erste ausschließlich für den Rallye-Einsatz konzipierte Fahrzeug und in diesem Motorsport überaus erfolgreich. Unter anderem gewann Lancia mit dem Stratos in direkter Folge die Rallye-Weltmeisterschaften der Jahre 1974, 1975 und 1976, die damals noch einzig als Wertung für Konstrukteure ausgetragen wurden.

## Von der Studie zur Serie
Im Jahr 1970 präsentierte die Designer-Firma Bertone auf dem Turiner Autosalon die Designstudie Lancia Stratos 0 mit dem Vierzylindermotor der Lancia Fulvia als Mittelmotor vor der Hinterachse. Es ist nicht naheliegend, das Konzept dieses Entwurfs mit Rallyes in Verbindung zu bringen. Der Fahrer ist extrem weit vorn platziert, so dass sich seine Knie zwischen den Vorderrädern befinden. Die aufklappbare Windschutzscheibe war bei diesem Prototyp die einzige Einstiegsmöglichkeit, das spätere Serienfahrzeug hatte zwei Türen. 
1971 wurde der Lancia Stratos HF mit dem Sechszylindermotor des Dino 246 GT vorgestellt. Im Unterschied zum Stratos 0 ist der Motor nicht längs, sondern wie im Dino quer zur Fahrtrichtung eingebaut. Mit 2160 mm Radstand, 3670 mm Länge, 1700 mm Breite und 1080 mm Höhe ist der Wagen sehr kompakt. Der Fahrer sitzt nicht so weit vorn wie im Stratos 0, aber der Fußraum ist außerordentlich eng. Um Reparaturen zu erleichtern, ist die gesamte Frontpartie nach vorn und die gesamte Heckpartie nach hinten aufklappbar. Beide Partien bestehen aus glasfaserverstärktem Kunststoff, während die restliche Karosserie aus Stahl besteht. Ein Problem dieser Konstruktionsweise war besonders für die Rallyeautos, dass man nach einem Unfall, bei dem das Auto auf der Frontpartie, der extrem gewölbten Windschutzscheibe und auf dem Dach zu liegen kam, es nur noch durch die Türen verlassen konnte, was besonders für großgewachsene Fahrer und Beifahrer alles andere als einfach war.  
In der Straßenversion Stradale hat der V6-Motor 2,4 l Hubraum und Zweiventil-Zylinderköpfe und hat eine Höchstleistung von 140 kW (190 PS) bei 7000/min und ein max. Drehmoment von 225 Nm bei 4000/min. Das Auto erreichte bei Tests aus dem Stand in 6,8 Sekunden die 100-km/h-Marke und eine Höchstgeschwindigkeit von 235 km/h.
Der Lancia Stratos HF wurde bei Bertone in einer Kleinserie produziert, um eine Homologation in der Gruppe 4 der FIA zu ermöglichen. Dazu waren letztlich 400 Stück erforderlich, nachdem die von der FIA ursprünglich geforderte Stückzahl von 500 Exemplaren gesenkt worden war. Wie viele Exemplare tatsächlich hergestellt wurden, ist deswegen unbekannt. Giuseppe Bertone selbst schätzte einmal, dass es etwa 495 Stück gewesen seien. Nachdem die Zeit als Rallye-Fahrzeug für das Werksteam abgelaufen war, sollen die letzten Neufahrzeuge in Deutschland für weniger als 15.000 DM verkauft worden sein. Heutzutage muss man für ein gutes Exemplar dieses seltenen Sammlerstücks mindestens 300.000 Euro bezahlen.
Als Geburtshelfer des Stratos können der damalige Lancia-Sportchef Cesare Fiorio und Rallye-Werksfahrer Sandro Munari betrachtet werden – für die Technik steht jedoch der Name des britischen Rennfahrers und Ingenieurs Mike Parkes hinter dem gesamten Autosport-Projekt Lancia Stratos HF. Das HF wurde als Kürzel für High Fidelity (engl. für hohe Treue) gewählt. Diese zwei Buchstaben übernahm das Lancia-Werk (laut einer Lancia-Pressemitteilung des Jahres 1971) mit vorheriger Genehmigung von der 1963 gegründeten HF Squadra Corse, einem Club von Lancia-Rennfahrern, und verwendete sie auch später noch mehrfach für besonders sportliche Modelle.

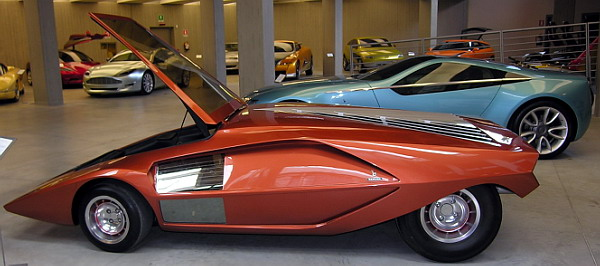
Bertone Lancia Stratos 0
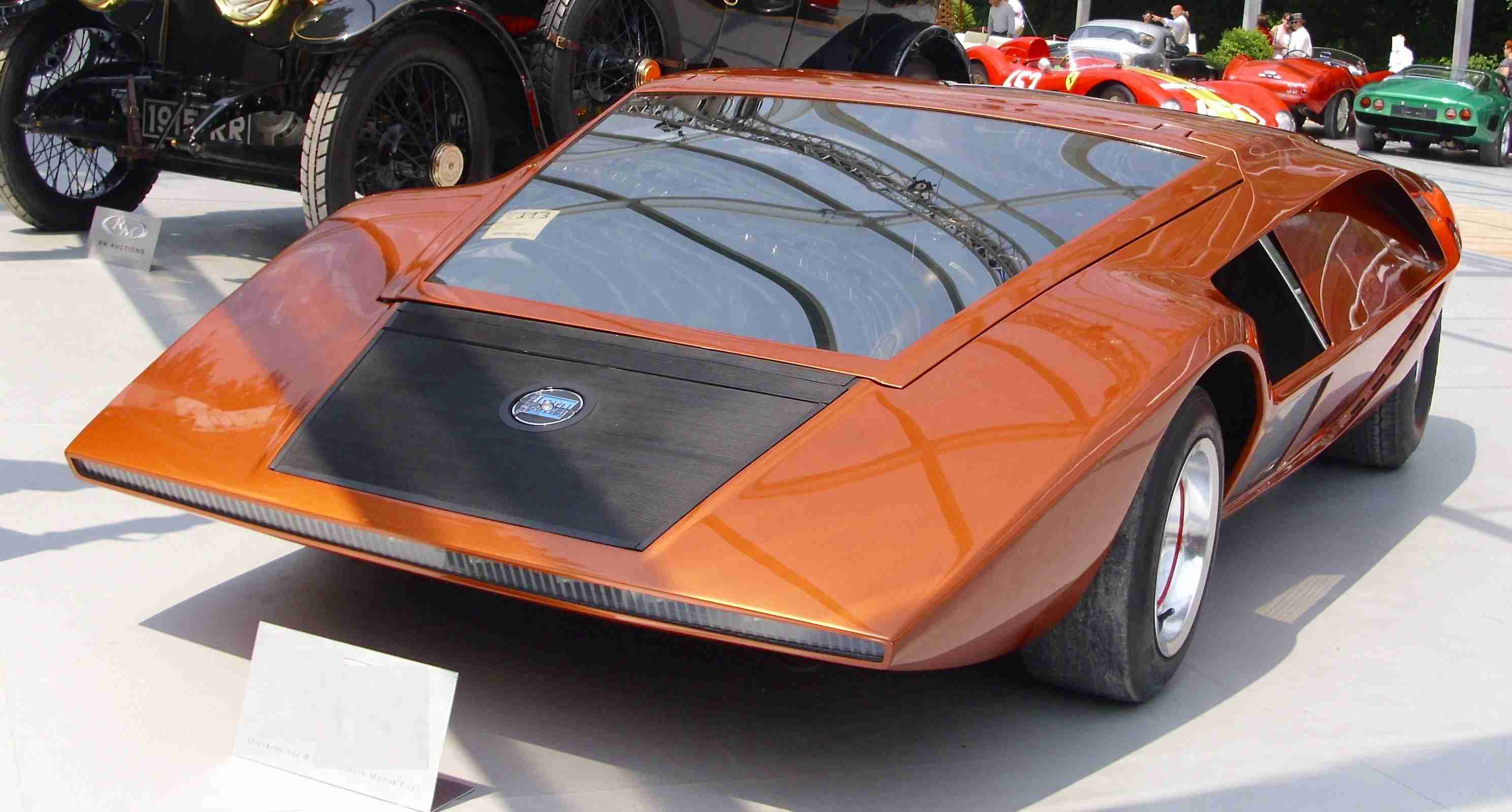
Bertone Lancia Stratos 0
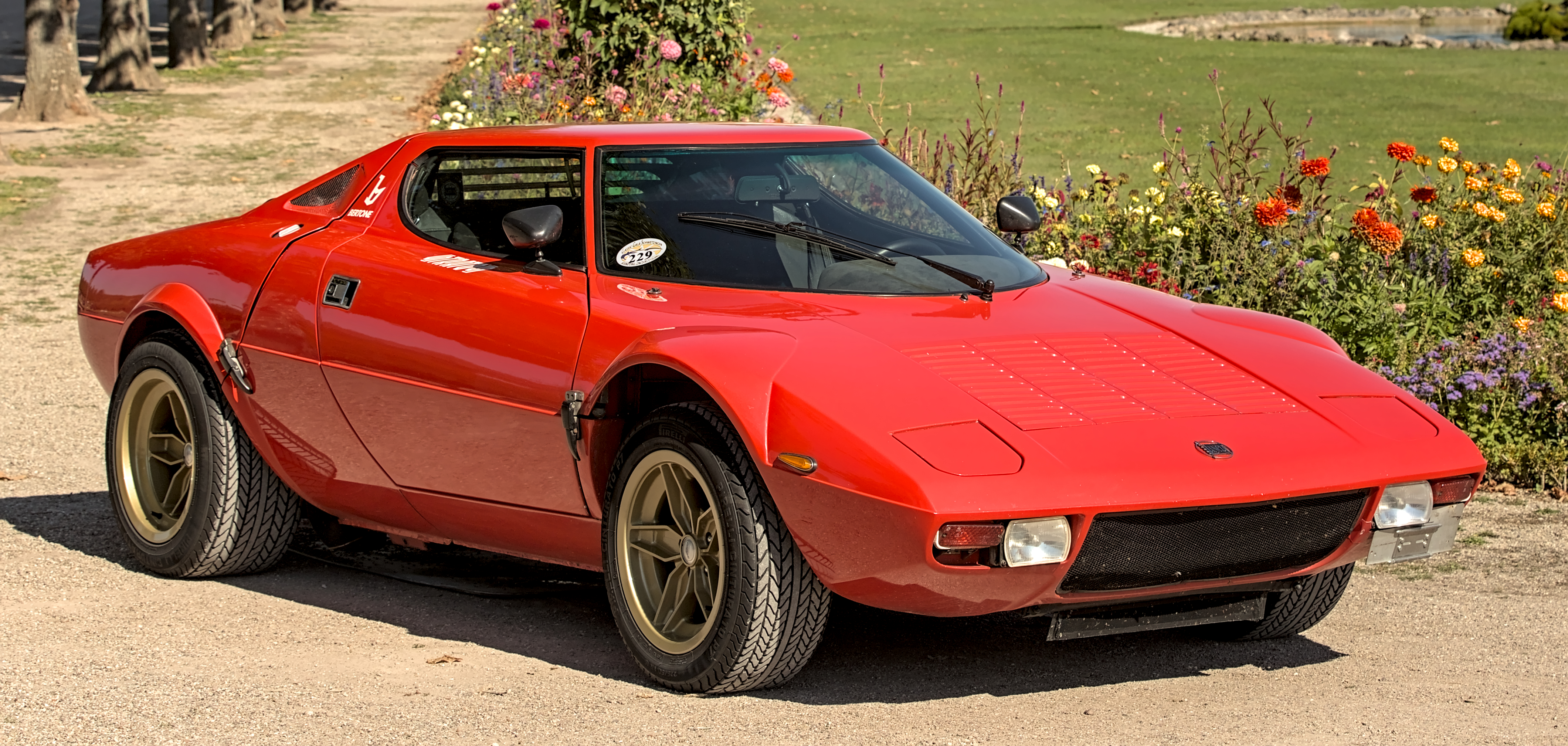
Lancia Stratos HF Stradale
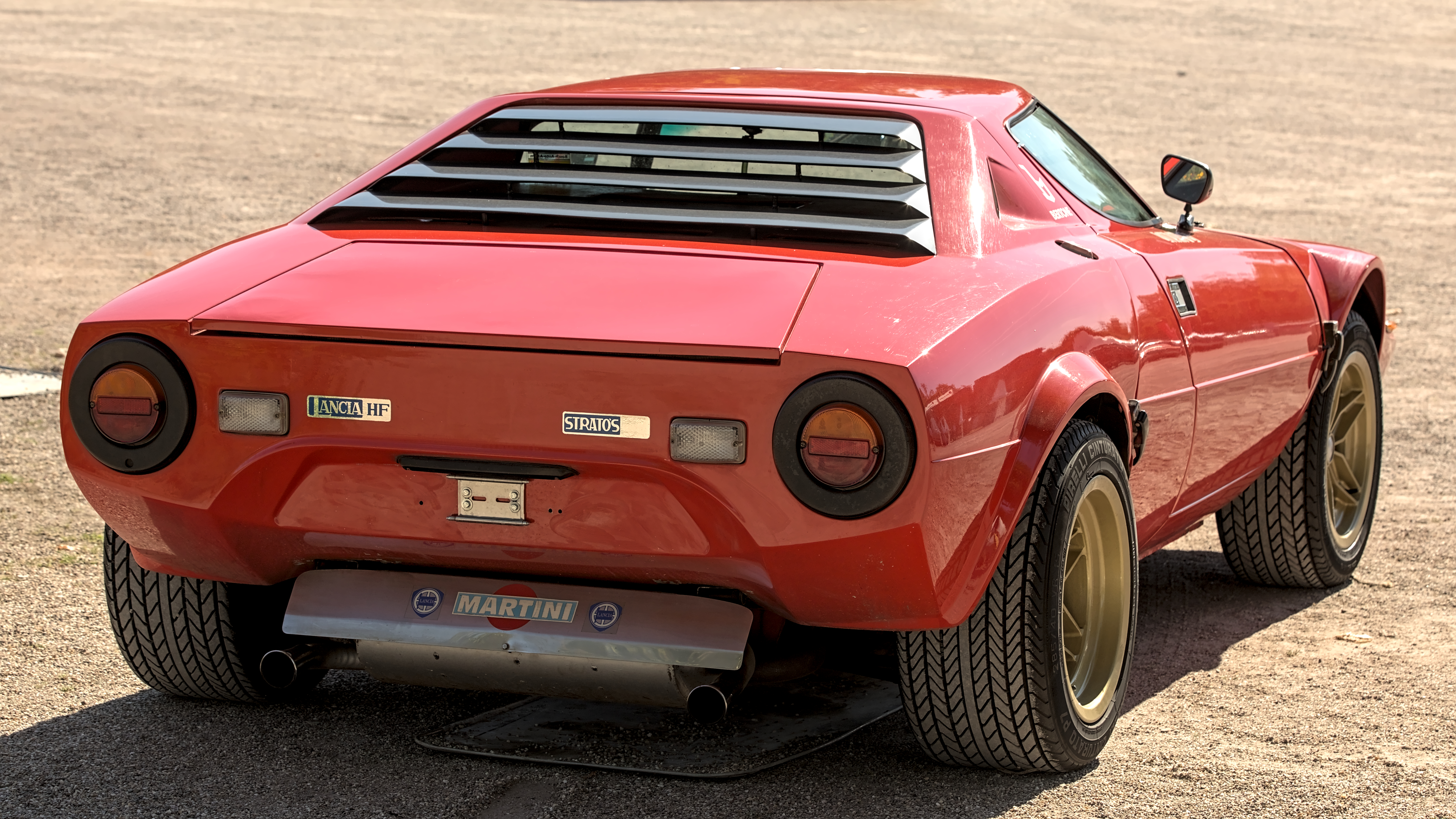
Lancia Stratos HF Stradale
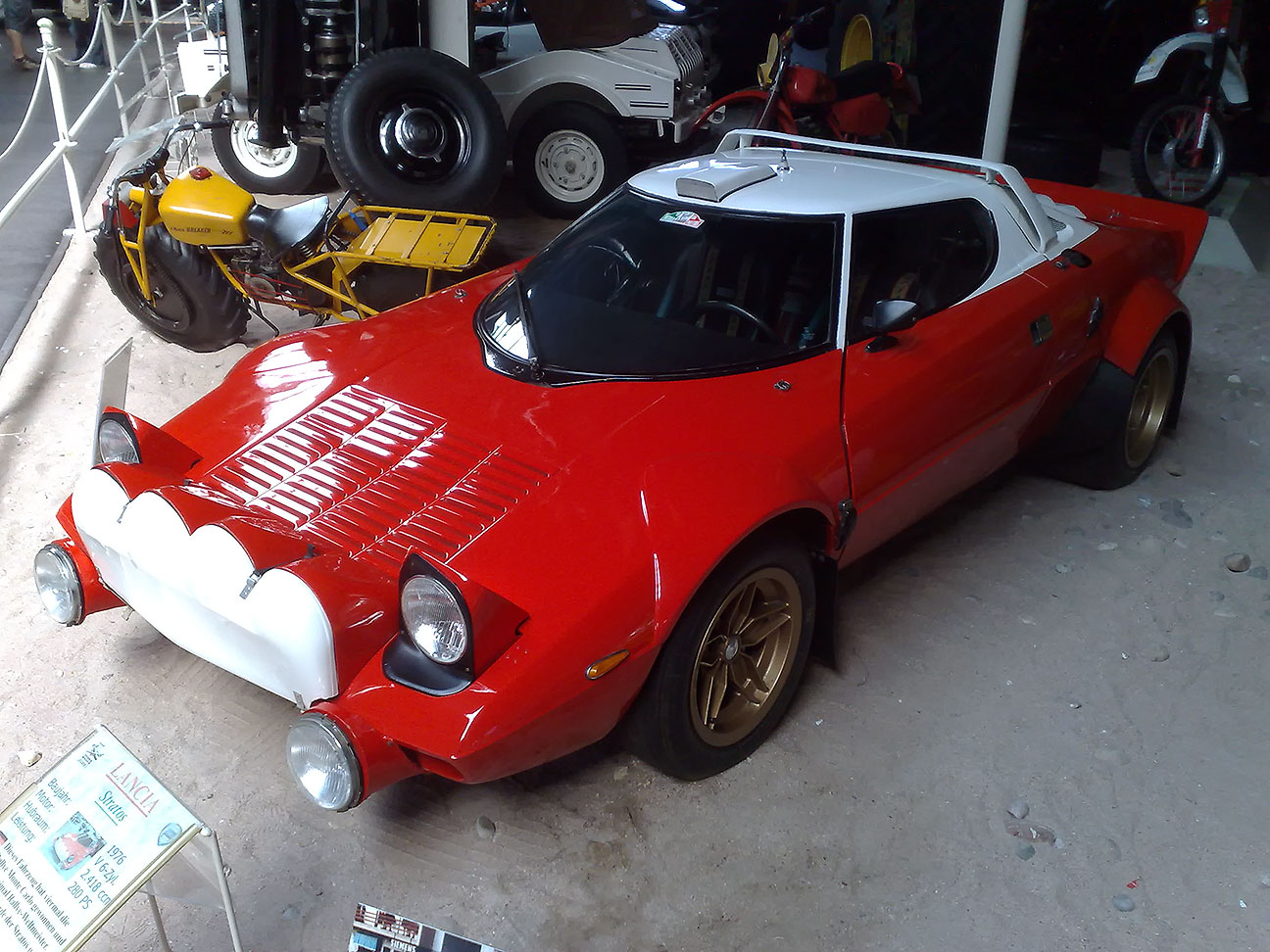
Lancia Stratos HF (1976)

## Rennsporthistorie
1972 setzte Lancia den Stratos erstmals bei Rallyes ein, war mit ihm aber zunächst nicht konkurrenzfähig. Anfang 1974 stieß Mike Parkes zu Lancia und trug maßgeblich dazu bei, den Wagen wettbewerbsfähig zu machen.
Der Stratos V6-Motor in Rallye-Ausführung (Gruppe 4) hatte mit 12 Ventilen rund 206 kW (280 PS), mit Vierventilköpfen lag die Leistung sogar bei 235 kW (320 PS).

Beim Giro automobilistico d’Italia – eher ein Rennen als eine Rallye – soll Markku Alén 1978 sogar einen 309 kW (420 PS) starken Stratos zum Sieg gesteuert haben.
Die beiden einzigen vom Werk für Rundstreckenrennen hergestellten Stratos nach dem Gruppe-5-Reglement hatten einen V6-Motor mit Turbolader und waren damit etwa 412 kW (560 PS) stark. 1976 und 1977 war jeweils ein Lancia-Stratos-Team bei den 24 Stunden von Le Mans am Start. 1976 erreichte das französisch-italienische Damenteam Christine Dacremont und Lella Lombardi den 20. Gesamtrang. Ein Jahr später stoppte nach zwei Stunden Renndauer ein Motorschaden die Ambitionen des französischen Duos Christine Dacremont und Marianne Hoepfner.
1976 wurde der Österreicher Franz Wurz mit einem Lancia Stratos HF Rallycross-Europameister. Für das Jahr 1977 erhielt er von Mike Parkes ein Triebwerk, das durch eine Prototyp-Kurbelwelle des Werksteams über einen Hubraum von knapp drei Litern und eine Höchstleistung von gut 235 kW (320 PS) verfügte. Sein Landsmann und Teamkollege Andy Bentza übernahm diesen Wagen Ende 1977, wurde mit ihm 1978 Rallycross-Europameister der neugeschaffenen GT-Division, fuhr damit noch bis weit in die 1980er-Jahre hinein in Wettbewerben und hatte den einzigen 3-Liter-Stratos bis Mitte 2013 in seinem Besitz. Bentza verkaufte das Auto nach wiederholten Anfragen von Franz Wurz an dessen Sohn Alexander, der es bei einer Fachwerkstatt in Wien von Grund auf renovieren und in den Stand von 1976 zurück versetzen ließ, dem Jahr des zweiten EM-Titelgewinns seines Vaters. Der ehemalige Formel-1-Fahrer stellte den fertiggestellten Stratos beim Goodwood Festival of Speed 2016 einer breiten Öffentlichkeit vor.
1977 beschnitt der Fiat-Konzern, zu dem Lancia damals schon gehörte, das Rennsportbudget von Lancia zu Gunsten des Werksteams mit Fiat 131 Abarth. Lancia nahm in diesem Jahr nur noch an vier Rallyes teil. Nachdem 1978 der Sponsor Alitalia von Lancia zu Fiat-Abarth gewechselt war, bestritt Lancia nur noch Wettbewerbe in Europa. Ab 1979 gab es das Stratos-Werksteam nicht mehr.
1979 errang ein vom französischen Lancia-Importeur Chardonnet eingesetzter Stratos unter Bernard Darniche/Alain Mahé letztmals den Sieg bei der Rallye Monte Carlo.

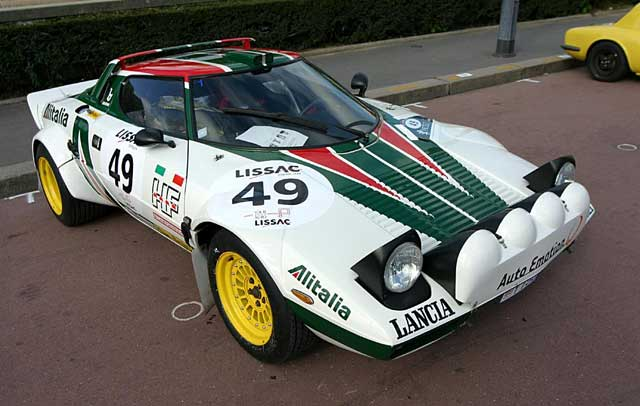
Lancia Stratos HF der Gruppe 4
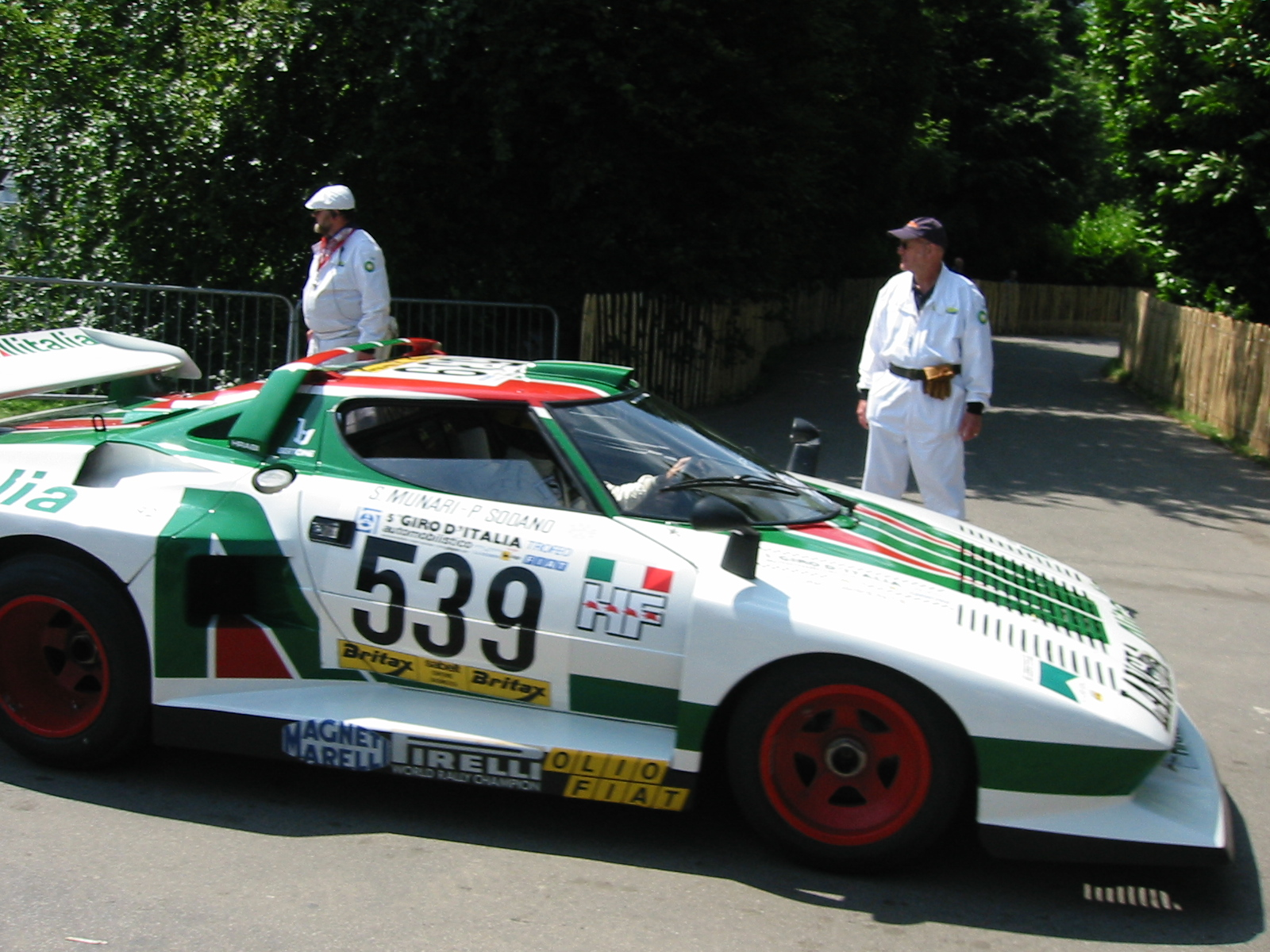
Lancia Stratos HF Turbo der Gruppe 5
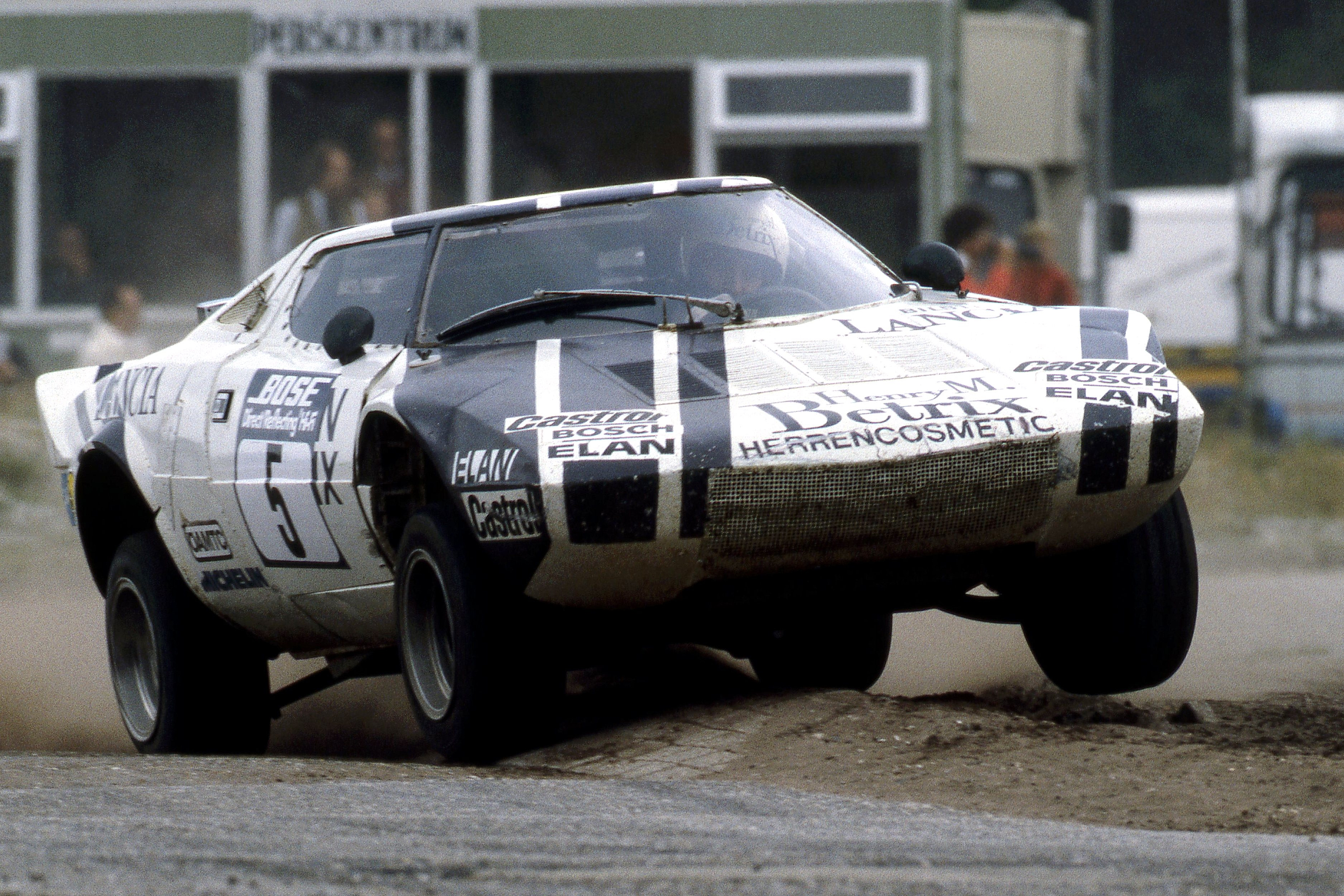
Lancia Stratos HF 3.0 der Gruppe 5 für Rallycross
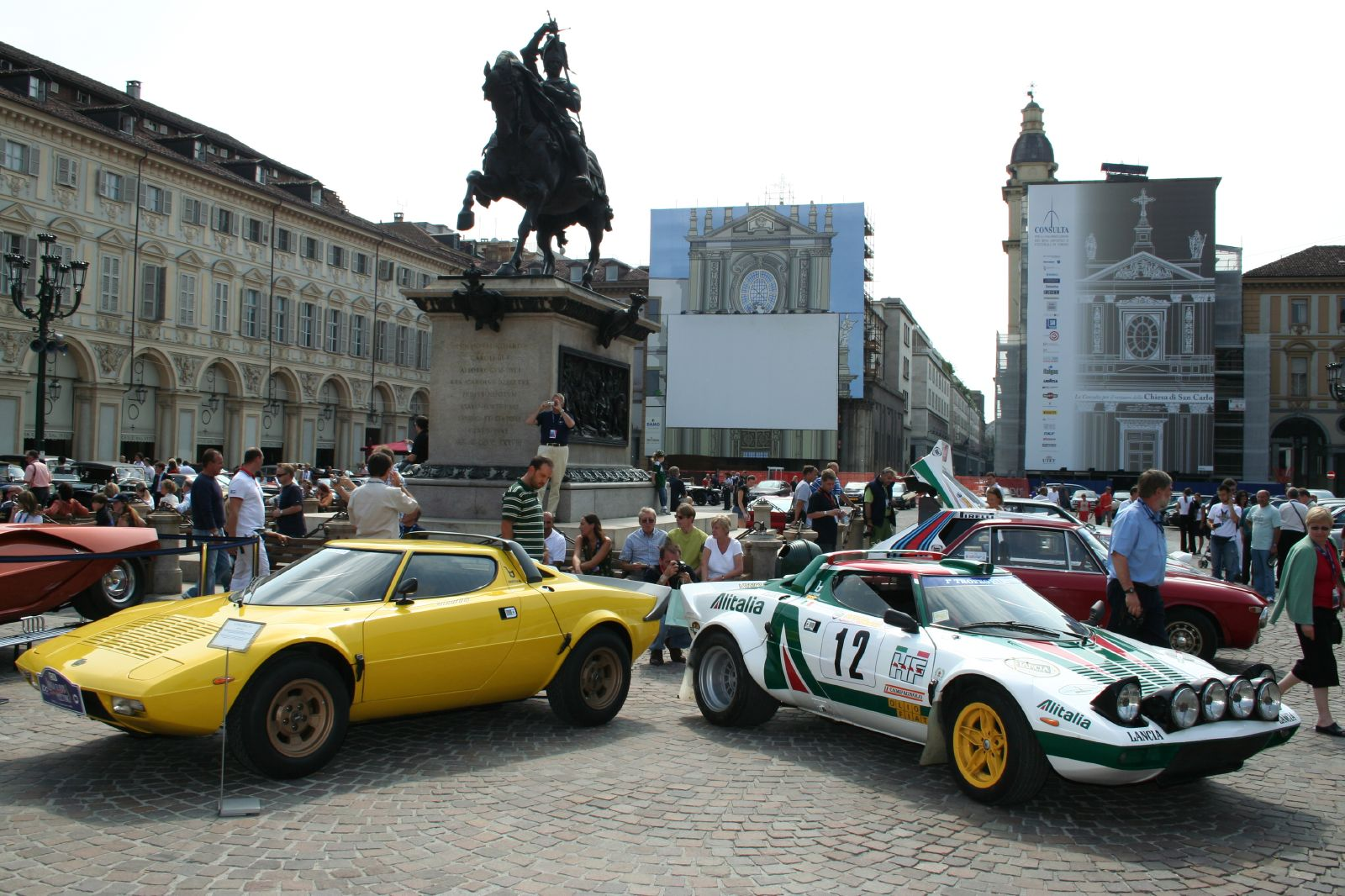
Lancias 100-Jahrfeier 2006 in Turin

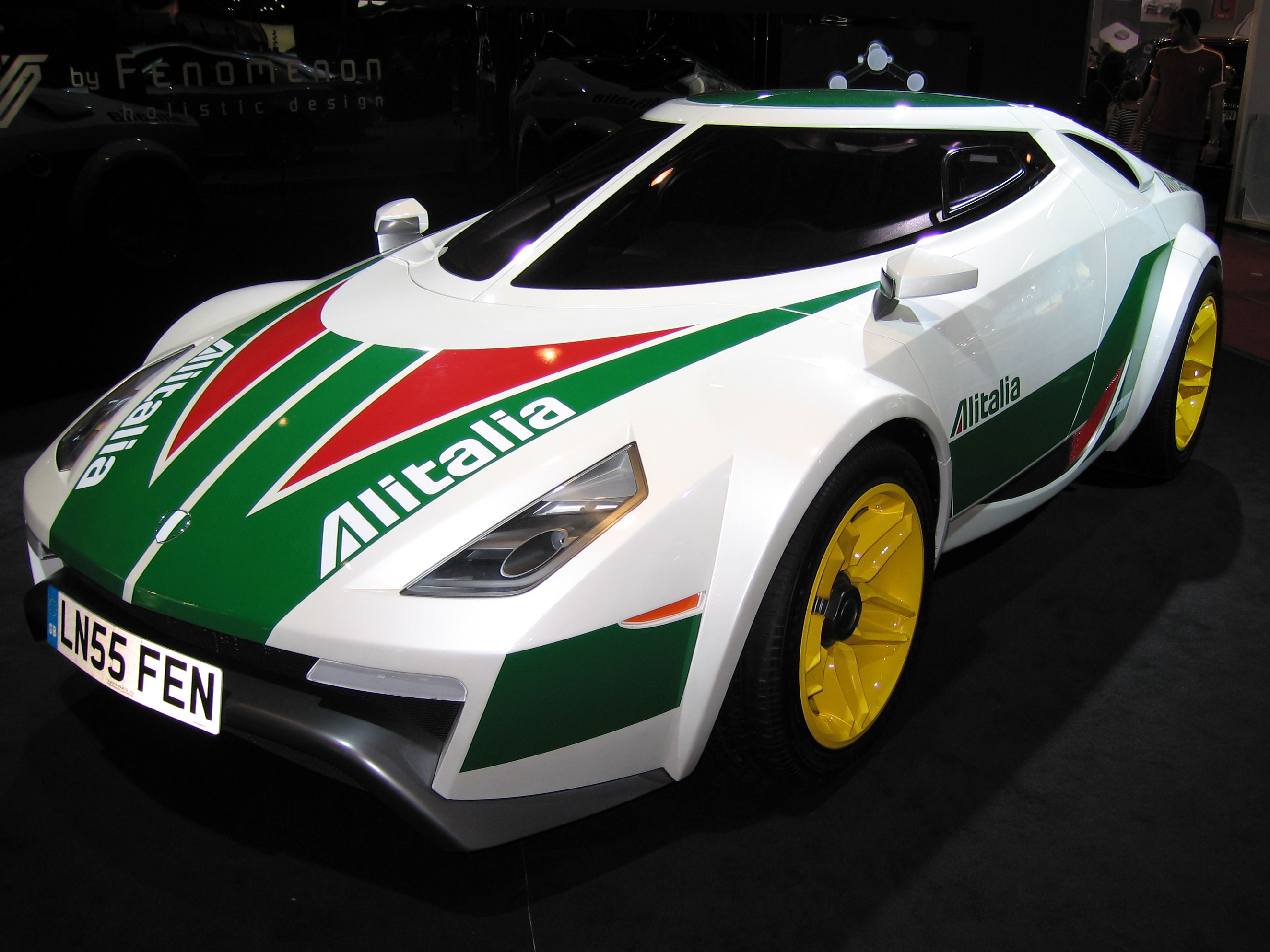
Fenomenon Stratos

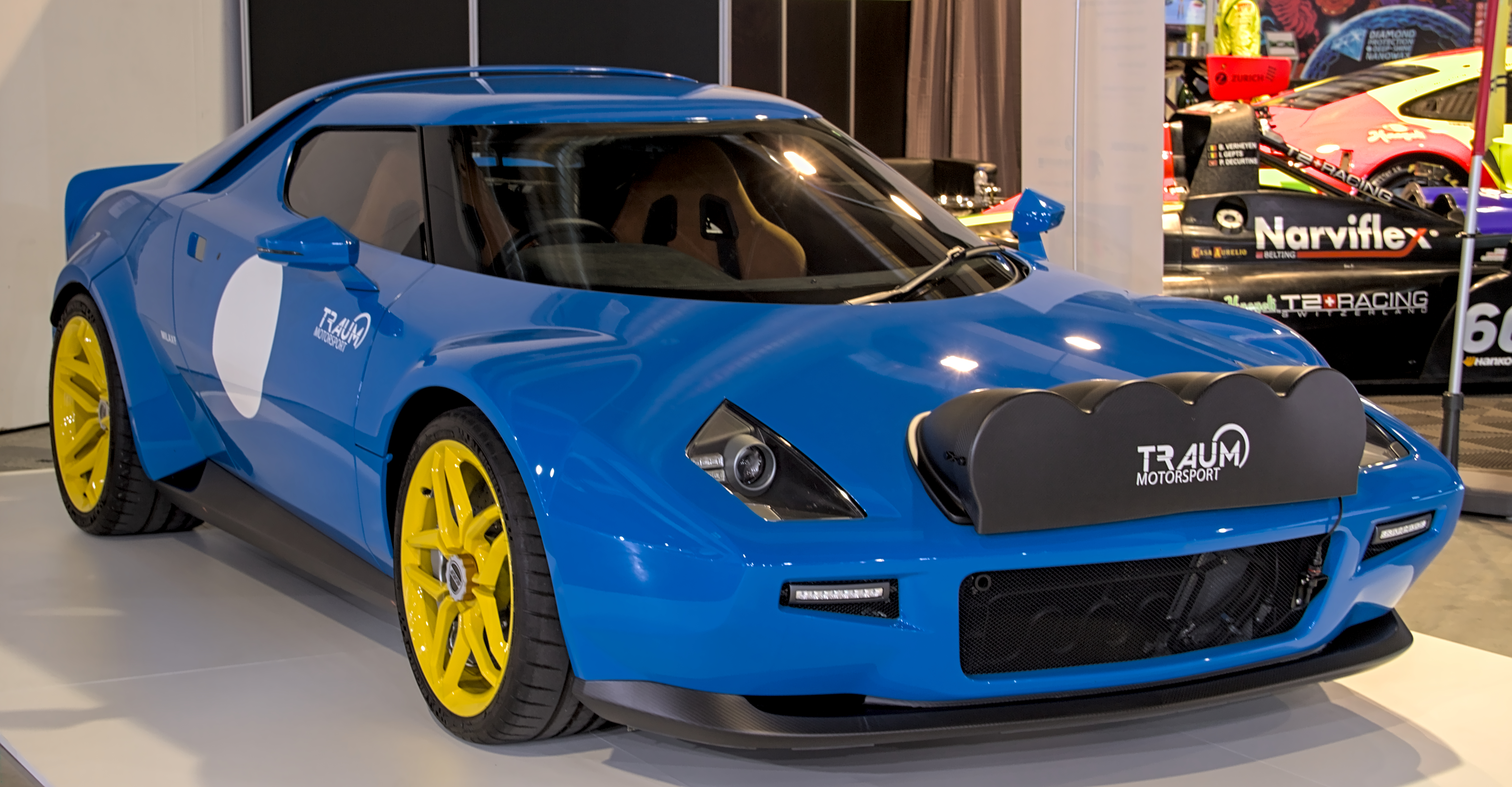
New Stratos

## Neuauflagen

### Fenomenon Stratos
Im Frühjahr 2005 stellte das Designstudio Fenomenon Ltd. aus London, zu dessen Eigentümern der Stratos-Sammler Christian Hrabalek gehört, auf dem Genfer Auto-Salon eine vom Lancia Stratos inspirierte Studie vor. Fenomenon nannte sie zunächst Stratos, später NewStratos. Das Fahrzeug war für vermögende Kunden in Entwicklungsländern konzipiert, denen es ermöglichen sollte, unbefestigte Straßen mit einem Supersportwagen zu befahren. Es fanden sich keine Investoren zur Finanzierung der angekündigten Serienfertigung.

### New Stratos
Nachdem keine Neuauflage des Stratos durch Lancia geplant war, gab der Unternehmer Michael Stoschek im Herbst 2008 einen New Stratos auf Ferrari-Basis bei Pininfarina in Auftrag. Das Serienmodell wurde auf dem 88. Genfer Auto-Salon im März 2018 präsentiert.